# Luca Francesconi
Vous pouvez aider à l'améliorer ou bien discuter des problèmes sur sa page de discussion.
- Il ne cite pas suffisamment ses sources. Vous pouvez indiquer les passages à sourcer avec {{référence nécessaire}} ou {{Référence souhaitée}}, et inclure les références utiles en les liant aux notes de bas de page. (Marqué depuis février 2021)
- Son texte doit être wikifié : il ne correspond pas à la mise en forme Wikipédia (style, typographie, liens internes, liens entre les wikis, etc.). (Marqué depuis février 2021)
- Il doit être recyclé. La réorganisation et la clarification du contenu sont nécessaires. (Marqué depuis février 2021)

- Archive Wikiwix
- Bing
- Cairn
- DuckDuckGo
- E. Universalis
- Gallica
- Google
- G. Books
- G. News
- G. Scholar
- Persée
- Qwant
- (zh) Baidu
- (ru) Yandex
- (wd) trouver des œuvres sur Wikidata

Luca Francesconi est un compositeur italien né le 17 mars 1956 à Milan.

## Biographie
Luca Francesconi est né à Milan d'un père peintre, qui a dirigé le Corriere dei piccoli (hebdomadaire italien de BD pour enfants) et fondé le Corriere dei ragazzi (it) (magazine italien de BD et actualités pour les jeunes), et d'une mère qui a signé de célèbres campagnes publicitaires. Il passe ses premières années dans le QT8, un quartier expérimental de Milan. À cinq ans, fasciné par un concert de Sviatoslav Richter, il se met à étudier le piano.
Il entre au Conservatoire de Milan en 1974, tandis qu'il fréquente le lycée classique Berchet et qu'il arpente le territoire musical en long, en large et en travers, intéressé qu'il est par toutes les dimensions possibles du son. Il joue dans des groupes de jazz et de rock, dans des concerts classiques ; il enregistre des disques comme musicien de session, compose des musiques pour le théâtre, le cinéma, la publicité et la télévision. Cependant il décide de se focaliser sur la recherche d'un langage qui, tout en regardant au présent, s'alimente aux racines de la tradition musicale à laquelle il appartient. Il s'inscrit au cours de composition tenu par Azio Corghi. “C'est lui qui m'a appris le métier, les bases, le contrepoint et ces choses-là, le sérieux du travail et l'ouverture d'esprit”. Entre-temps, il continue d'explorer la musique électronique et, en 1977, il s'octroie une immersion totale dans le jazz au Berklee College of Music de Boston.
Donnerstag aus Licht est créé en version scénique à la Scala de Milan en 1981. Stockhausen représente une référence historique : Francesconi l'admire pour son extraordinaire cohérence organisationnelle, pour sa recherche inlassable d'une unité linguistique. Dans les premières œuvres, il apprécie aussi profondément son côté visionnaire. Voulant le voir au travail, il s'inscrit au cours intensif tenu par Stockhausen à Rome cette même année.

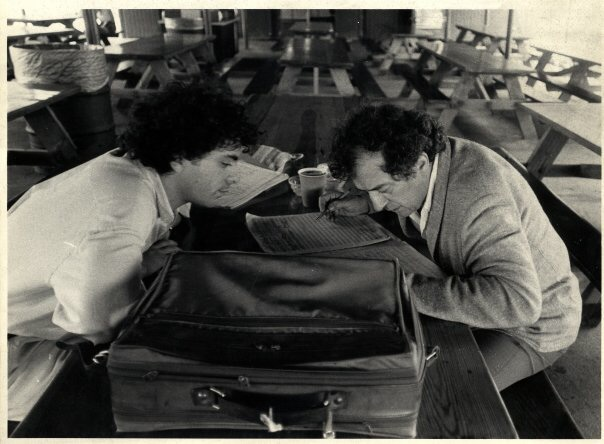
Luca Francesconi avec Luciano Berio à Tanglewood.

Avec Berio, il apprend principalement sur le tas, comme les artisans d'antan à l'atelier du maître : entre 1981 et 1984, il est son assistant. Il travaille directement à la partition de La vera storia et participe à la production de l'opéra en tant que pianiste de scène et assistant du chef principal (maestro sostituto). En 1984, il collabore avec Berio à la ré-écriture de L'Orfeo de Monteverdi. Puis il le suit jusqu'à Tanglewood, où il fréquente un des célèbres cours d'été.

## Activité, œuvres, recherche
En 1984, trois de ses compositions, dont Passacaglia pour grand orchestre (1982), sont sélectionnées pour le Gaudeamus International Composers Award d'Amsterdam. Cette première reconnaissance internationale crée un lien constructif avec le milieu musical néerlandais et les conditions favorables pour de nouvelles commandes. En Italie, par ailleurs, il a l'occasion pour la première fois, grâce à une commande du Teatro Lirico de Cagliari, de mettre en pratique son idée de “polyphonie de langages”.
“En 1984, le Teatro Lirico de Cagliari lui présente le quatuor du pianiste et compositeur Franco D'Andrea et le groupe Africa Djolé du maître percussionniste guinéen Fode Youla : alors âgé de vingt-huit ans, Luca Francesconi devait fondre leurs musiques en une partition symphonique (Suite 1984) qu'interpréterait l'orchestre du Teatro Lirico, sous la propre direction de Francesconi, frais émoulu d'études sévères, assistant de Luciano Berio et ‘élève pour le jazz de D'Andrea', comme il aimait à se définir.” Orchestre philharmonique, percussionnistes africains et quintette de jazz : le choix même de l'effectif contient, de manière explicite, le noyau génératif de l'un des principaux moteurs esthétiques de la musique de Luca Francesconi : l'inclination à associer, suivant les règles tantôt du contraste tantôt de la fusion, des sons et des langages d'origine totalement différente.

### 1984-1990
Son premier disque, un vinyle gravé aux États-Unis, comprend Viaggiatore insonne, sur un texte de Sandro Penna. “L'attitude de Francesconi en tant que compositeur est effectivement semblable à celle d'un voyageur infatigable, qui explore des espaces linguistiques à la recherche de leurs frontières toujours mobiles et mène une étude éthologique afin d'établir la démarcation entre bruit et son, entre instinct et raison”.
Sa nouvelle pièce, Vertige, pour orchestre à cordes, est créée à Strasbourg. Il compose plusieurs partitions pour ensemble qui seront données à Cagliari (Onda sonante, pour huit instruments, une commande du Nieuw Ensemble, direction Ed Spanjaard, 1985), à Paris (Tracce, pour flûte, 1986), à Città di Castello (Da capo, pour neuf instruments, 1988), à Middelburg (Finta-di-nulla, pour soprano et dix-neuf instruments, texte d'Umberto Fiori, Xenakis Ensemble, direction Diego Masson, soprano Marie Duisit, 1991), et à Bruxelles (Encore/Da capo, pour neuf instruments, Ensemble Ictus, dirigé par le compositeur, 1995).
En 1984, Casa Ricordi devient son éditeur et, depuis lors, publie toutes ses œuvres.
En 1985, il est invité à Trente, au Festival Musica '900, pour une série de conversations publiques avec Franco Donatoni. La rencontre s'avère extrêmement importante : Plot in fiction, dédié au grand compositeur véronais, en sera, à bien des égards, l'aboutissement.

#### Plot in Fiction
Pour hautbois, cor anglais ou clarinette et ensemble de chambre (1986), la pièce construit sa trame sonore autour de notes charnière à l'intérieur d'une texture formelle rigoureuse. “Il s'agit ici de trouver le 'plot' dans la 'fiction', le fil narratif, qui se dénoue à travers la complexité et l'enchevêtrement d'une 'forêt de symboles quotidiens'”. C'est une architecture qui mène l'auditeur au cœur de la composition : la recherche d'une transparence compositionnelle (qui toutefois ne cède jamais à la simplicité : les moyens laissent inaltérée dans sa qualité la pensée du compositeur), basée sur l'énergie pure, directement perceptible, sans besoin de montrer les mécanismes sous-jacents. Création à Trente, Festival Musica '900, par l'Ensemble Musique Oblique dirigé par Sandro Gorli; soliste Diego Dini Ciacci.

#### Mambo
Pour piano seul, c'est la pièce de Francesconi la plus nettement inspirée du jazz, où l'on perçoit le mieux sa recherche d'un équilibre toujours inquiet entre les matériaux sonores saisis dans leur primitivité et le pouvoir évocateur de l'Histoire, auquel le compositeur ne peut se soustraire. La partition superpose à un ostinato rythmique dans le registre grave une série de lignes diatoniques ascendantes-descendantes, puis une succession d'accords martelés de quatre sons. C'est dans cette continuelle 'friction des contraires' que résident le moteur esthétique de la musique de Francesconi autant que la faculté de séduction sonore de ses œuvres. Le compositeur fait appel à l'extrême capacité analytique développée par la culture occidentale comme à une ressource précieuse. Il prend une référence musicale partagée, la dissèque et la fouille jusqu'à en mettre à nu de nouvelles possibilités d'expansion, de transformation. Maniant la ‘pression sémantique' comme un levier, il se pousse toujours plus avant vers les racines énergétiques du son.

### Riti neurali
« La complexité est toujours une question de qualité, et non de quantité. Ce qui compte réellement, c'est la transparence dans une densité globale. Cela signifie que je ne dois recourir à une syntaxe particulièrement complexe que si j'en ai une réelle nécessité, à savoir uniquement si j'ai des choses particulièrement complexes à dire. »
Pièce composée en 1991, pour violon et huit instruments, c'est la troisième étude sur la mémoire de Francesconi. Comme nombre de ses œuvres, elle déploie la matière sur de multiples niveaux, en empruntant des parcours labyrinthiques, et pourtant ses textures clairement définies offrent à l'auditeur des références aisément reconnaissables. Le soliste établit une vaste gamme de relations avec le petit orchestre (le guidant, se laissant guider, le contredisant, l'ignorant, etc.) tout en assumant lui-même, dans le même temps, différentes positions. La complexité du contrepoint découle de la simultanéité de ces diverses positions. “Il y a des choses qui nous rappellent d'autres choses, ou qui acquièrent un sens dans leur rapport à d'autres choses. Nous sommes soumis, en un certain sens, à un destin perceptif historiquement déterminé. Que nous le voulions ou non. L'illusion de la tabula rasa, de la transparence pure, à elle seule ne suffit pas. Il vaut sans doute mieux tenir compte d'emblée de ce problème perceptif et le considérer comme l'un des paramètres compositionnels”. L'ouvrage est une commande de Radio France et la première en a lieu à Paris, le 14 janvier 1992 : Asko Ensemble, direction Denis Cohen, soliste Irvine Arditti.
Tandis que Riti neurali est présenté successivement à Amsterdam, Paris, Bruxelles et Anvers, un vaste portrait que lui dédie la Biennale de Venise, en 1993, consolide définitivement, en Italie aussi, la renommée de Francesconi : le Nieuw Ensemble Amsterdam, Arditti et l'Ensemble Modern (avec la nouvelle commande, Plot II) rassemblent leurs forces dans un concert unique, consacré à sa musique, au théâtre La Fenice.

### Etymo
« Le grand défi pour le compositeur consiste à maintenir en soi les deux niveaux, compositionnel et émotif, et de faire en sorte qu'ils se renvoient constamment la responsabilité de la forme de l'œuvre jusqu'à arriver, à la fin, à un résultat d'équilibre. »
Entre 1993 et 1994, Francesconi travaille et enseigne à Paris dans l'atelier hypertechnologique de l'Ircam, où “l'on modèle le son de ses mains”. Pour cette commande de l'Ircam, il entreprend d'analyser informatiquement, jusqu'à la racine, jusqu'à l'étymon, les sons et leurs comportements, pour réaliser “un des pendants musicaux à la fois les plus convaincants et les plus impétueux de l'écriture de Baudelaire, s'ingéniant à maîtriser avec clarté et assurance l'insidieux rapport entre parole et musique.”
La pièce repose presque entièrement sur le poème de Baudelaire Le Voyage, dont à deux endroits on entend le soprano déclamer le fragment clef : “Dites, qu'avez-vous vu?”. L'analyse à l'ordinateur de cette phrase est l'ADN qui charpente toute la composition, de la microstructure à la macroforme. Il en résulte un organisme à plusieurs niveaux qui, sur une durée de vingt-cinq minutes, dispose le matériel de base (phonèmes, particules instrumentales, transformation électronique) pour l'agréger ensuite dans des structures de plus en plus complexes. Tout procède à partir d'une question sur l'origine de la signification (en grec “etymon“). Qu'y a-t-il avant les mots et qu'est-ce qui façonne le langage ? Et enfin, qu'est-ce qui nous permet de transcender le langage ? Au commencement, il y a le pré-langage, ses prémices. “Etymo“, une œuvre aux grandes ailes blanches, débute dans les balbutiements du langage, dans les phonèmes. Rien d'intelligible, des allitérations qui roulent et glissent (ou ondoient) et un orchestre qui paraît suspendu, comme s'il était en attente. Ces particules phonétiques et musicales s'agglomèrent en une superposition contrapuntique et finissent par exploser dans une profondeur océanique d'où jaillissent les premiers mots. Un exemple éloquent de la façon magistrale dont Francesconi utilise l'électronique pour amplifier la gamme expressive et la couleur des instruments. La matérialité de l'exécution reste au centre de son œuvre, mais le dispositif électronique l'aide à atteindre une extrême intensité expressive.
A fuoco (1995) est la quatrième étude sur la mémoire. Animus, pour trombone et électronique en temps réel (1996), est donné à Paris, tandis que la London Sinfonietta présente Plot in fiction à Rome, à Santa Cecilia (1996).

### Wanderer
« Les efforts de formalisation de la pensée créative et de la pensée tout court sont très importants pour le compositeur lui aussi, mais par ailleurs l'approche "analogique" et qualitative de l'artiste l'aide à dédramatiser son rapport avec les moyens technologiques et, surtout, à réaffirmer l'impossibilité de discrétiser, de quantifier l'expérience humaine, l'impossibilité de convertir en monnaie binaire et de transmettre par fibre optique le montant global de l'essence, la totalité de l'expérience esthétique, du corps, des affects, du monde. »
Le 17 janvier 2000, Riccardo Muti dirige Wanderer à la Scala de Milan. “Ce voyageur, c'est l'homme qui, après avoir fait l'inventaire des générations qui l'ont précédé, n'emporte avec soi que le strict nécessaire pour prendre la route vers l'immensité des espaces possibles. À l'aube du nouveau millénaire, Luca Francesconi se déleste du poids écrasant de la tradition, spécialement celui généré par le sérialisme et ses adorateurs." Après de profondes recherches sur le temps, les temps devrait-on dire, et sur la texture sonore, Luca Francesconi explore ici un type de langage qui favorise la narration.

### Cobalt, Scarlet: Two Colours of Dawn
« La musique est plus proche que toute autre forme expressive de ce noyau d''énergie existentielle' qui vit dans les profondeurs. » 
2000 est aussi l'année de Cobalt, Scarlet: Two Colors of Dawn. “Un seul mouvement de vingt-trois minutes pour un grand orchestre subdivisé en groupes parallèles, parfois opposés, commence dans un pianissimo de lueurs métalliques qui proviennent alternativement des deux côtés du plateau. Puis d'autres instruments à percussion, des vents et des cuivres viennent s'ajouter doucement, développant et transformant les plans d'intensité et les couleurs. Mais c'est un accent métallique inattendu qui tout à coup explose comme une charge de profondeur et remplit la salle non pas tant de fracas que de présence, de ravissement”.
“Cette composition marque dans la carrière de Luca Francesconi un tournant  qui enrichit son exploration au cœur de la matière sonore par l'apport de sa sensibilité, de son émotivité. Sa musique accède ici à une dimension artistique plus vaste, celle d'une rencontre harmonieuse de la technique et de la psychologie au sens le plus large du terme.

### Duende. The Dark Notes
Écrit pour la soliste Leila Josefowicz, ce concerto pour violon et orchestre est une commande conjointe de SR Sweedish Radio et BBC Proms. Donné à Stockholm en février et à Turin en mai 2014, puis à Londres en juillet 2015, aux BBC Proms.

### Dentro non ha tempo
Commande de la Scala de Milan dans le cadre du cycle Strauss, Dentro non ha tempo, pour grand orchestre, est dédié à Luciana Abbado Pestalozza, l'amie disparue qui, avec sa sensibilité et sa capacité organisationnelle, a joué un rôle décisif dans le développement de la musique contemporaine en Italie. La pièce a été jouée à la Scala le 14 juin 2014 sous la direction d'Esa-Pekka Salonen.

### Vertical Invader
Le 23 mai 2015, au Concertgebouw d'Amsterdam, première mondiale de Vertical Invader, concerto grosso pour quintette à anches et orchestre. Calefax Reed Quintet : Oliver Boekhoorn (hautbois), Ivar Berix (clarinette), Raaf Hekkema (saxophone), Jelte Althuis (clarinette basse) et Alban Wesly (basson). Radio Filharmonisch Orkest dirigé par Osmo Vänskä. Linvasion verticale' à laquelle le titre fait allusion est "la métaphore d'une vraie synchronicité profondément désirée, opposée à celle, suffocante, des médias, mais perpétuellement insaisissable, dans la musique comme dans les choses du monde”.

### Bread, Water and Salt
Le 3 octobre 2015, à Rome, la création mondiale de Bread, Water and Salt, pour soprano solo, chœur et orchestre, sur un texte de Nelson Mandela, inaugure à l'Auditorium Parco della Musica la saison de l'Accademia nazionale di Santa Cecilia, au programme avec la Neuvième Symphonie de Beethoven. «L'idée qu'on pouvait associer les phrases de Mandela à la Neuvième est celle de Pappano», explique Francesconi dans une entrevue à La Repubblica. «Et il a raison. Mandela et Beethoven expriment des aspects différents de deux perspectives très proches. Le credo du leader sudafricain adhère à la spiritualité du corps : bread, water and salt, c'est-à-dire du pain, de l'eau et du sel pour tous. Ce sont les mots qu'il prononça en sortant de prison après vingt-sept ans de réclusion. Il était resté ferme, pur, rivé à son honnêteté intérieure». Soprano Pumeza Matshikiza, chœur et orchestre de l'Accademia nazionale di Santa Cecilia, direction Antonio Pappano.

### Macchine in echo
Le 2 octobre 2015, à la Philharmonie de Cologne, le WDR Sinfonieorchester donne la première mondiale du nouveau concerto pour deux pianos et orchestre de Francesconi, avec le duo pianistique Grau-Schumacher, sous la direction de Peter Rundel.

## AGON, centre de recherche et d'expérimentation musicale
En 1990, Francesconi fonde l'institut Agon, mû par deux grandes utopies. La première, c'est qu'il est encore possible, voire désespérément important de travailler ensemble, en coopérant, en imaginant des projets à réaliser avec d'autres, et d'échanger des expériences, des idées. Agon est créé en tant qu'organisme public, se proposant de devenir un endroit où l'on puisse parler, se rencontrer. La seconde utopie, c'est qu'il faut partir d'en-bas et non pas de la haute technologie ; à savoir partir des exigences musicales des compositeurs afin de stimuler une relation différente, plus simple, “moins terroriste” entre les musiciens, les vrais, et les machines. D'après Francesconi, manipuler l'électronique sert également à récupérer une approche physique, auditive à la composition musicale qui, reléguée entre papier et crayon uniquement, risque de devenir trop spéculative, de relâcher son rapport direct avec le matériel sonore. Agon a été pendant des années l'un des centres de production et de recherche musicales les plus actifs d'Italie.

## Théâtre musical
Depuis 1985 jusqu'à nos jours, Luca Francesconi a composé huit œuvres de type théâtral, allant de Scene, sur un texte d'Umberto Fiori, à l'opéra de chambre In Ostaggio, de Lips, Eyes, Bang, pour actrice-chanteuse, douze instruments et audio-vidéo en temps réel, à l'opéra-vidéo Striaz. Ballata, une commande du Théâtre de La Monnaie de Bruxelles, est représenté en 2002, dans une mise en scène d'Achim Freyer.

### Ballata
En 1994, Luca Francesconi avait réalisé un opéra radiophonique, lauréat du Prix Italia, Ballata del rovescio del mondo, sur un texte d'Umberto Fiori ; en 1996, il renoue son étroite collaboration avec le poète milanais pour sa troisième œuvre de théâtre musical, Ballata, tiré de la Ballata del vecchio marinaio [The Rime of the Ancient Mariner] de Samuel Taylor Coleridge. Divisé en deux actes, Ballata fait appel à un grand orchestre à la section de percussions élargie ; un ensemble instrumental inspiré par les orchestres tziganes est placé à droite de la scène, et quatre chœurs de femmes disposés aux quatre angles de la salle “représentent des murs qui s'ouvrent et se ferment face à l'irrationnel, à la mémoire, aux flash-backs”. Le dispositif électronique élaboré par l'Ircam contribue à la spatialisation du son. Pour le rôle du vieux marin, Francesconi, à l'origine, avait pressenti le chanteur Sting, avec qui il avait enregistré la première chanson de l'opéra, Day After Day. La collaboration échoua pour une question de langue (Sting ne se sentait pas de chanter et de réciter en italien), mais il resta l'idée d'un narrateur du temps présent, qui à l'instar du vieux marin subit la damnation de devoir parcourir le monde en quête de quelqu'un à qui raconter ses aventures extraordinaires, du naufrage aux glaces du Pôle sud, du soleil cuisant de l'Équateur à l'apparition des monstres et du vaisseau fantôme. Le plan temporel est dédoublé : sur la scène le vieux marin raconte son histoire tandis qu'en même temps lui-même apparaît, jeune homme, en plein tempête. Différentes techniques compositionnelles sont mises en œuvre, à partir du premier expressionnisme, jointes à d'autres expériences, comme la tradition populaire folklorique. “Luca Francesconi développe une écriture orchestrale inventive, tout à la fois sensuelle et séduisante, à laquelle il mêle habilement les ressources électroniques élaborées par l'Ircam. Qui plus est, il manie avec maestria l'arsenal ardent d'une vocalité consommée, et bien loin d'être usée, qui va du parlé-chanté brechtien jusqu'au madrigalisme monteverdien, en passant par les songs de l'opéra baroque anglais et par tous les avatars du lyrisme opératique italien de Verdi à Berio, dont il a été l'élève.”

### Buffa Opera

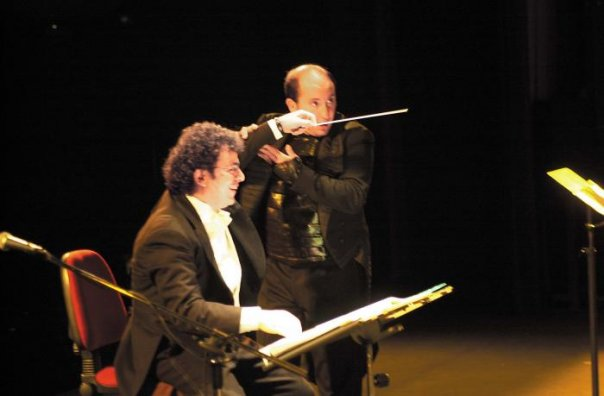
Luca Francesconi avec Antonio Albanese, Buffa Opera, au Piccolo Teatro di Milano.

L'opéra, sur un livret de Stefano Benni, est créé au Piccolo Teatro de Milan en 2002, avec Antonio Albanese présent en scène du début à la fin comme acteur-chanteur, à côté du chœur et de l'orchestre Buffa, érigé en véritable personnage et dirigé par le compositeur en personne. Se rattachant à la tradition de l'opera buffa, c'est une pièce de théâtre musical comique, d'une accessibilité immédiate, qui se joue à guichet fermé trente soirs de suite au Piccolo Teatro avant d'être reprise au Teatro Morlacchi de Pérouse. “On pouvait imaginer que le texte de Stefano Benni, avec ses métaphores surréalistes, serait divertissant. On pouvait également se douter qu'à l'inventivité du 'livret' l'excellent comédien Antonio Albanese allait ajouter une riche dose de sympathie, d'humour et d'ironie. Il était moins prévisible, par contre, que la musique de Luca Francesconi allait s'avérer pareillement attractive. Non que le musicien milanais n'ait pas toutes les qualités du compositeur de race, mais parce qu'à évoquer son catalogue, copieux pour qui n'a pas cinquante ans, on songe surtout à des œuvres marquées par une atmosphère dramatique, voire par une véritable tension tragique. Dans Buffa Opera en revanche, qui représente le monde d'aujourd'hui vu dans la perspective, partielle mais pointue, des insectes - cafards, abeilles, papillons, moustiques et autres araignées - Francesconi a su utiliser un vaste échantillonnage d'objets stylistiquement caractérisés (du jazz à l'avant-garde, du musical à la chansonnette) pour en faire une parodie délectable de la musique d'aujourd'hui et de la façon dont on la consomme”.

### Gesualdo Considered as a Murderer
Gesualdo Considered as a Murderer, une commande du Holland Festival, est représenté pour la première fois à Amsterdam, en juin 2004. Livret de Vittorio Sermonti, mise en scène de Giorgio Barberio Corsetti. “L'ensemble, avec les remarquables prestations de Davide Damiani dans le rôle de Gesualdo, d'Eberhard Francesco Lorenz dans celui de son serviteur qui rappelle Iago, et, tout particulièrement, d'Alda Caiello en servante de son épouse, trahit une motivation passionnée - une démonstration de théâtre mature de la part d'un compositeur doté d'un réel talent dramatique”.

### Quartett

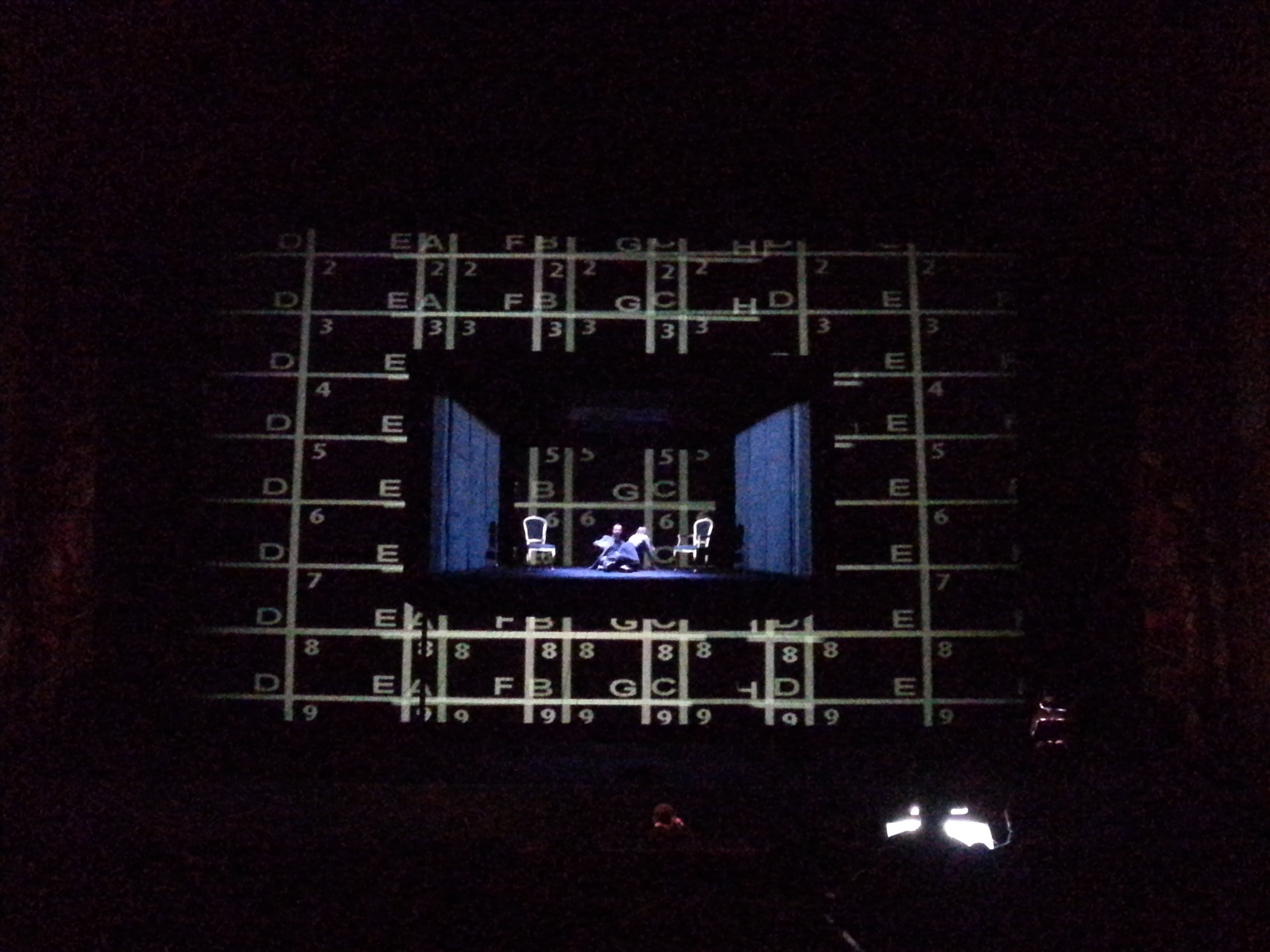
Représentation de Quartett à Buenos Aires.

Créé en 2011 à la Scala de Milan, l'opéra dès lors parcourt le monde dans trois différentes productions ainsi qu'en forme de concert : il en est arrivé à sa trente-troisième représentation. La huitième œuvre de théâtre musical de Luca Francesconi est une commande conjointe de la Scala, des Wiener Festwochen et de l'Ircam, s'intitule Quartett et consiste en une adaptation de la pièce homonyme de Heiner Müller, inspirée à son tour des Liaisons dangereuses de Choderlos de Laclos. Le titre de l'opéra est en allemand, comme celui de l'ouvrage de Müller, quant au livret, il a été rédigé en anglais à partir du texte original par le compositeur lui-même. “Car la langue anglaise, même dans ses formes les plus belles et les plus élégantes, est désormais une sorte d'espéranto. Et c'est celle qui convient le mieux aux syncrétismes de musique européenne, jazz, folk, musique pop et électronique, présents depuis longtemps dans mes partitions”. L'opéra comporte un seul acte, de treize scènes, pour une durée totale d'une heure et vingt minutes. Deux personnages en scène, un petit orchestre dans la fosse, une grande formation symphonique et un chœur hors-scène (disponibles dans un enregistrement effectué à la Scala de Milan), et dispositif électronique (Studio Ircam, Serge Lemouton : sons en temps réel et pré-enregistrés).

#### Conception
“L'idée de Heiner Müller tourne autour d'un rapport de couple : un homme et une femme enfermés dans une chambre. De toute évidence, ils ont un passé, et un présent tumultueux ; ils voudraient dissimuler certaines choses derrière une sorte de façade, mais celle-ci est déchirée par le conflit qui gronde derrière et éclate avec violence, voire avec cruauté. On devine l'existence d'antécédents ténébreux : manipulations, trahisons, jalousies. Il ne s'agit pas d'un opéra du XIXe siècle, on a affaire à une véritable expérience multimédia : deux orchestres, plus un chœur. C'est une formation de chambre, alerte, rapide, qui provoque un premier court-circuit perceptif : on entend des choses tout près de l'oreille, comme si on épiait dans l'intimité des personnages. Puis, dans un espace intermédiaire, qui est l'espace des rêves, le son commence à s'adoucir ; il y a ensuite un autre espace encore, celui ‘du dehors', qui va résolument au-delà du théâtre : un grand orchestre et un grand chœur en écho, qui se trouvent ailleurs et sont reproduits sur les lieux par des moyens technologiques, créant un temps et un espace différents. Une chambre, une cellule plutôt, une prison, est suspendue dans le vide. On y voit les personnages se mouvoir et agir comme des insectes dans un terrarium, tandis qu'ils se transforment, échangent leurs rôles, changent de masques, réalisent en quelque sorte leur petit numéro personnel. À la toute fin de cette construction dramaturgique, il ne reste que la femme, ce qui nous laisse entrevoir une idée de salut.”
Confiée à Alex Olle de La Fura dels Baus, la réalisation scénique de la Scala concentre l'action dans une espèce de grande boîte suspendue à douze mètres au-dessus du plateau et projette sur toute la surface du fond des vidéos qui renvoient au monde extérieur. Allison Cook, mezzo soprano, interprète la marquise de Merteuil, en alternance avec Sinead Mulhern ; Robin Adams, baryton, est le viscomte de Valmont. Direction de Susanna Mälkki. Cette même production a été reprise en 2012 à Vienne (Wiener FestWochen, direction Peter Rundel), en 2013 à Amsterdam, Nederlandse Opera, (inauguration du Holland Festival, direction Susanna Mälkki) et à l'opéra de Lille (Ensemble Ictus, direction Georges-Élie Octors), puis en 2014 à Lisbonne (Fondation Gulbenkian, direction Susanna Mälkki).
Quartett a été proposé en version de concert à la Cité de la Musique, à Paris, par l'Ensemble Intercontemporain (mars 2013). Une première nouvelle production a été mise en scène à Porto et à Strasbourg, toujours interprétée par Allison Cook et Robin Adams, mais avec mise en scène, décors et costumes de Nuno Carinhas, lumières de Nuno Meira, et le Remix Ensemble, dirigé par Brad Lubman (Casa da Musica de Porto, 24 septembre 2013 et Festival Musica de Strasbourg, 28 septembre 2013).
L'opéra a été produit de nouveau à Londres, par la Royal Opera House en co-production avec l'Opéra de Rouen et le London Sinfonietta, et donné du 18 au 28 juin 2014, dans une mise en scène de John Fulljames. Deux distributions en alternance (Leigh Melrose et Kirstin Chávez, Mark Stone, Angelica Voje), pour dix représentations sur les structures métalliques d'un bunker post-atomique conçues par Soutra Gilmour, avec les lumières de Bruno Poet et les vidéos de Ravi Deepres projetés sur des toiles déchirées tapissant le fond du Linbury Studio Theatre. Au-dessous des structures, des lumières chaudes et diffuses illuminaient le London Sinfonietta, dirigé par Andrew Gourlay.
Une nouvelle production de Quartett est représentée à l'Opéra de Malmö du 25 avril au 29 mai 2015. Deux hautes structures métalliques pivotantes, un divan cassé en deux, des costumes agités par des figures en noir : la mise en scène de Stefan Johansson souligne l'isolement des personnages, l'un par rapport à l'autre et chacun par rapport à l'Histoire. La scène finale s'ouvre sur la rue longeant l'arrière du plateau : la marquise de Merteuil s'achemine, un couteau à la main, le chef couvert, "vêtue de son sang", pour reprendre les mots d'Ophélie dans Hamletmaschine de Heiner Müller. Elle est interprétée par Kirstin Chávez, déjà à l'affiche dans la production de la Royal Opera House, tandis que le viscomte de Valmont est Christian Miedl. Décors de Jan Lundberg, costumes d'Ann-Margret Fyregård, lumières de Torben Lendorph, chorégraphie d'Ola Hörling. Malmö Operaorkester dirigé par Ralf Kircher.
En 2017, Quartett sera donné à Barcelone (du 22 février au 3 mars, version de la Fura dels Baus) ; à Rouen (25-27 avril, mise en scène de John Fulljames), à Bolzano (5-7 mai, mise en scène de John Fulljames) ; première aux États-Unis au Spoleto Festival USA (Charleston, 26 mai-11 juin).
Un nouvel opéra a été annoncé par l'Opéra National de Paris dans la conférence de presse présentant la programmation de la saison 2016-2017. Il s'intitule Trompe-la-mort et traite de l'un des personnages les plus inquiétants de la Comédie humaine d'Honoré de Balzac. Il porte plusieurs noms - Vautrin, Jacques Collin, Carlos Herrera, Trompe-la-mort - et apparaît dans divers romans. L'opéra commence au moment crucial de la rencontre du protagoniste avec Lucien de Rubempré, que Balzac situe à la fin des Illusions perdues, pour ensuite retracer ses vicissitudes jusqu'à la fin des Splendeurs et misères des courtisanes.

## Biennale de Venise
Entre 2008 et 2011, Francesconi a été le directeur artistique du festival international de musique contemporaine de la Biennale de Venise. Son empreinte se reconnaît déjà dans les thèmes des quatre éditions (“Racines avenir”, “Le corps du son”, “Don Juan et l'homme de pierre”, “Mutants”) et s'amplifie encore dans la conception du festival comme d'un site idéal où “chercher des formes nouvelles et différentes de perception et d'attention”. Loin des salles de concert et des théâtres, les auditeurs choisissent librement où et comment approcher la musique, qui est disséminée ici et là dans la ville comme sur un plateau mouvant, accessible, illimité. C'est là l'idée portante d'Exit, nuit festive qui a clos chacun des quatre festivals, en transformant notamment le Teatro alle Tese en un corps humain allongé (Exit 02), “une expérience à géométrie variable, une nouvelle manière de vivre l'espace, le son et le temps depuis le coucher jusqu'au lever du soleil”, ou en invitant le public à s'embarquer vers l'île de San Michele pour un hommage à Stravinsky moyennant les Trois pièces pour clarinette seule jouées sur sa tombe, et à participer ensuite au banquet évoquant le finale du Don Giovanni. Don Giovanni qui est également au centre d'une des expériences les plus mémorables de ces quatre années : “Le Palais Pisani, siège du Conservatoire Benedetto Marcello, est le lieu retenu pour la réalisation scénique de Don Giovanni a Venezia, conçu par Francesconi lui-même. À cette œuvre, qui a été définie comme un 'opéra-labyrinthe', on demande au public d'assister en activant non seulement sa sensibilité, mais aussi son intelligence pour réussir à ménager, entre l'espace et le temps, une sorte de passage où puisse s'insérer la musique. Ayant aboli la structure du concert traditionnel, Francesconi emprunte à l'original mozartien trois scènes clefs - le duel entre Don Giovanni et le Commandeur, la séduction de Zerlina, la mort de Don Giovanni - et les propose cycliquement, en trois endroits différents de l'ancien palais vénitien, intercalant dans l'intervalle, entre loggias, salles et autres patios, huit pièces originales commandées à autant de compositeurs contemporains. Ainsi, comme s'il pénétrait dans une grande galerie d'art et décidait en toute autonomie quoi regarder et comment, le spectateur dispose d'une pluralité d'épisodes musicaux, scéniques, théâtraux et visuels qu'il peut conjuguer à son gré, bousculant ses codes de perception de l'espace et du temps.”

## Enseignement
« Ce qui m'est arrivé est un fait plus unique que rare. C'est pourquoi j'estime intéressant de le soumettre à l'attention des lecteurs du "Giornale della Musica", qui sont d'authentiques passionnés de musique en Italie (autre rareté). Je ne signalerais pas une question strictement privée si cela n'était une occasion d'entamer une réflexion, voire une discussion, sur le désastre de la culture en Italie, et notamment de la culture musicale. J'ai démissionné du Conservatoire d'État. »
Luca Francesconi a été professeur dans les conservatoires italiens durant vingt-cinq ans ; il a également enseigné à l'Université de l'Ohio, à Rotterdam et à Strasbourg. Il a tenu des master classes dans l'Europe entière et par le monde, du Japon aux États-Unis, de la Chine au Canada. Actuellement il détient la chaire de composition au Musikhögskolan (Lund University) à Malmö, où il dirige le département de composition.

## Autres collaborations
En l'an 2000 se situent deux expériences importantes. Le Piccolo Teatro de Milan lui commande la musique pour la pièce de Calderón de la Barca La vida es sueño, dans une mise en scène de Luca Ronconi, qui cette année-là précisément prenait la succession de Giorgio Strehler à la direction du théâtre.
Il signe les musiques du film de Paolo Rosa Il mnemonista, production du Studio Azzurro.

## Récompenses
- Gaudeamus International Composers Award, Amsterdam 1984
- Premio Martín Codax de Música, Vigo 1985
- Premio 'Guido d'Arezzo', 1985
- The New Music Composers' Competition, New York 1986
- StipendienPreis, Darmstadt Ferienkursen 1988
- Kranichsteiner Musikpreis, Darmstadt 1990
- Ernst von Siemens Musikpreis, Munich 1994
- Prix Italia, Turin 1994
- Grand Prix du Disque, Académie Charles Cros 2008
- Premio della Critica musicale italiana "Franco Abbiati" - pour l'opéra Quartett à la Scala, Milan 2011
- Royal Philharmonic Society de Londres: Music Award - pour Duende, The Dark Notes, comme meilleure "composition de grande ampleur” de 2015.
- Académicien de Santa Cecilia
- Membre honoraire de l'Accademia Filarmonica Romana
- Membre honoraire de Milano Musica

## Compositions
- I Quartetto, quatuor à cordes, 1977
- Passacaglia, pour grand orchestre, 1982
- Concertante, pour guitare et ensemble,Tanglewood, 1982
- Viaggiatore insonne, pour soprano et cinq instruments (texte de Sandro Penna), 1983
- Notte, pour mezzo-soprano et dix-neuf instruments (texte de Sandro Penna), 1983–1984
- Suite 1984, pour orchestre, percussionnistes africains et quintette de jazz avec l'Orchestre de l'Ente Lirico de Cagliari, le groupe de Franco D'Andrea et Africa Djolé de la Côte d'Ivoire [de Guinée?], sous la direction du compositeur, 1984
- Finta-di-nulla, pour soprano et dix-neuf instruments (texte d'Umberto Fiori), 1985
- Onda sonante, pour huit instruments, 1985
- Vertige, pour orchestre de cordes, 1985
- Da capo, pour neuf instruments, 1985–1986
- Encore/Da capo, pour neuf instruments, 1985–1995
- Impulse II, pour clarinette, violon et piano, 1985, 1995
- Al di là dell'oceano famoso, pour huit voix mixtes, Netherland Radio Chamber Choir, 1985
- Secondo quartetto, quatuor à cordes (Mondriaan Quartet)
- Tracce, pour flûte solo, 1985-1987
- Plot in fiction, pour hautbois, cor anglais et onze instruments, 1986
- Respiro, pour trombone solo, 1987
- Trama, pour saxophone et orchestre, 1987
- Mambo, pour piano seul, 1987
- Attesa, pour quintette à vent, 1988
- La voce, folk song pour soprano et treize instruments (texte d'Umberto Fiori), 1988
- Aeuia, pour baryton et douze instruments (sur un texte de Jacopone da Todi), 1989
- Les barricades mystérieuses, pour flûte et orchestre, 1989
- Piccola trama, pour saxophone et huit instruments, 1989
- Memoria, pour orchestre, 1990
- Secondo Concerto, pour hautbois et orchestre de chambre, 1991
- Mittel, pour cinq orchestres d'harmonie en mouvement, 1991
- Riti neurali, 3° studio sulla memoria, pour violon et huit instruments, 1991
- Islands concerto, pour piano et orchestre de chambre, 1992
- Miniature, pour seize instruments, 1992
- Voci, pour soprano, violon et bande magnétique (texte d'Umberto Fiori), 1992
- Aria, pour octuor à vent, 1993
- Plot II, pour saxophone et quinze instruments, 1993
- Risonanze d'Orfeo, suite pour orchestre à vent tirée de l'Orfeo de Caludio Monteverdi, 1993
- Trama II, pour clarinette, orchestre et électronique en temps réel, 1993
- Terzo quartetto “Mirrors”, pour cordes, Quatuor Arditti, DeSingel Anvers, 1994
- Ballata del rovescio del mondo, opéra radiophonique sur des textes d'Umberto Fiori, 1994
- Etymo, pour soprano, orchestre de chambre et électronique en temps réel, sur des extraits de Charles Baudelaire, commande de l'IRCAM; Ensemble InterContemporain, soprano Luisa Castellani, direction Pascal Rophé, régie sonore du compositeur, 1994
- A fuoco - 4° studio sulla memoria, pour guitare et ensemble, 1995
- Animus pour trombone solo et électronique en temps réel, 1995–1996
- Inquieta limina. Un omaggio a Berio, pour ensemble avec accordéon, 1996
- Venti Radio-Lied, trois cycles de microfilms radiophoniques sur des textes d'Umberto Fiori, interprétés par Moni Ovadia et Phyllis Blanford, 1996–1997
- Sirene/Gespenster, oratorio païen pour chœur de femmes en quatre groupes, cuivres, percussions et électronique, 1996–1997
- Striaz, opéra-vidéo pour 4 chœurs de femmes et électronique, production Mittelfest/Vidéo : Studio Azzurro, 1996
- Ballata, opéra en deux actes, 1996–1999
- Respondit, deux madrigaux de Carlo Gesualdo transcrits et répensés pour cinq instruments avec traitement électronique de spatialisation, 1997
- Lips, Eyes, Bang, pour actrice-chanteuse, douze instruments, audio et vidéo en temps réel, Amsterdam, Nieuw Ensemble, AGON, Studio Azzurro, STEIM, voix Phyllis Blanford, 1998.
- Memoria II, pour orchestre, 1998
- Wanderer, pour grand orchestre, 17 janvier 2000 la Scala, Milan, direction Riccardo Muti, Filarmonica della Scala
- Cobalt, Scarlet. Two Colours of Dawn, pour grand orchestre, 1999–2000
- Terre del Rimorso, (achevé en 2001), commande de l'État français pour solistes, chœur et orchestre, pour le Festival de Strasbourg, 6 octobre 2001, SWR Symphonie Orchester et Vokalensemble Stuttgart, direction Péter Eötvös, 2000-2001
- Aria Novella, pour double quatuor, Ensemble Itinéraire, Paris, 2001
- Let me Bleed, Requiem pour Carlo Giuliani, pour chœur mixte a cappella, sur des textes d'Attilio Bertolucci, 2001
- Buffa opera, sur texte original de Stefano Benni, chanteur et voix récitante Antonio Albanese, 2002
- Controcanto, ensemble instrumental mixte de dix à vingt-cinq instruments; donné pour la première fois à Bruxelles, Palais des Beaux-Arts, Ensemble Ictus, direction Georges-Élie Octors, 2003
- Rest, pour violoncelle et orchestre, commande de la RAI, Turin Lingotto, Orchestre Symphonique de la RAI, direction Jukka-Pekka Saraste, soliste Anssi Karttunen, 2003-2004
- Gesualdo Considered as a Murderer, opéra sur un livret de Vittorio Sermonti, 2004
- Quarto Quartetto I voli di Niccolò, quatuor à cordes, commande de Paganiniana 2004 (Commune de Gênes), dédicace à Cesare Mazzonis, Quatuor Arditti, 2004
- Kubrick's Bone, concerto pour cymbalum et ensemble, 2005
- Accordo, pour quintette à vent, 2005
- Body Electric, pour violon avec électronique en temps réel et double ensemble, Amsterdam, Muziekgebouw, Orkest de Volharding et Doelen Ensemble, direction Jussi Jaatinen, soliste Irvine Arditti, 2006
- Sea Shell, pour grand chœur mixte, sur un texte d'Alcée (traduit par Salvatore Quasimodo); interprété par le Sweedish Radio Choir, Stockholm, 2006
- Da capo II, pour huit instruments, Settimane Musicali di Stresa, Ensemble Bit20, direction Jonathan Stockhammer, 2007
- Animus II, pour alto et électronique, Paris, Ircam Espace de projection, Festival Agora, soliste Garth Knox, régie sonore du compositeur, commande de Françoise et Jean-Philippe Billarant, 2007
- Strade parallele, pour six instruments, électronique et vidéo sur un texte de Norberto Bobbio, Rome, Auditorium Parco della Musica, Ensemble Alter Ego, 2007
- Hard Pace, concerto pour trompette et orchestre, Rome, Auditorium, Orchestre de l'Accademia di Santa Cecilia, soliste Håkan Hardenberger, direction Antonio Pappano, 2007
- Fresco, pour cinq orchestres d'harmonie en mouvement, 2007
- Unexpected End of Formula, pour violoncelle, ensemble et électronique, Cologne, WDR FunkHaus, musikFabrik, direction Christian Eggen, soliste Dirk Wietheger, ZKM live-elektronik, 2008
- Animus III, pour tuba et électronique, Cologne, WDR FunkHaus, soliste Melvyn Poore, ZKM Live-Elektronik, 2008
- Sirènes, pour chœur mixte en cinq groupes, orchestre et électronique, commande de l'Ircam-Centre Pompidou, 2009
- Time, Real and Imaginary, commande de l'État français pour mezzo-soprano et quatre instruments sur un texte de Samuel Taylor Coleridge, 2009
- Attraverso, pour soprano et ensemble, commande du Teatro Ponchielli de Crémone pour le festival Claudio Monteverdi et le festival Music Across de la Région Lombardie, 2009
- Jeu de Musica, pour ensemble, créé à Strasbourg, Festival Musica, 2010
- Quartett, opéra sur un livret en anglais du compositeur d'après la pièce homonyme de Heiner Müller, commande de la Scala, mise en scène par La Fura dels Baus, direction Susanna Mälkki, 2011
- Terra, opéra-oratorio sur un livret de Valeria Parrella, ouvre la saison du Teatro San Carlo de Naples pour les cent cinquante ans de l'Unité de l'Italie, mise en scène par Jean Kalman, direction Jonathan Webb, 2011
- Herzstück, sur un texte de Heiner Müller, commande des Neue VocalSolisten Stuttgart pour l'Eclat Festival, 2012
- Atopia, oratorio profane pour narrateur, chœur et orchestre sur des textes de Piero della Francesca et Calderón de la Barca, Madrid, 2012
- Piano Concerto, pour piano et orchestre, soliste Nicolas Hodges, Oporto, 2013
- Duende, The Dark Notes, pour violon et orchestre, soliste Leila Josefowicz, co-production de la Radio suédoise, RAI et BBC Proms, 2014
- Dentro non ha tempo, pour grand orchestre, en mémoire de Luciana Pestalozza, commande de la Scala de Milan, direction Esa-Pekka Salonen, 2014
- Vertical Invader, concerto grosso pour quintette à vent et orchestre, commande conjointe de Calefax Reed Quintet, Radio Filharmonisch Orkest et Concertgebouw d'Amsterdam, Radio Filharmonisch Orkest dirigé par Osmo Vänskä, 2015.
- Bread, Water and Salt, pour soprano solo, chœur et orchestre, texte de Nelson Mandela, commande de l'Accademia nazionale di Santa Cecilia: première mondiale le 3 octobre 2015 à Rome, Auditorium Parco della musica, soprano Pumeza Matshikiza, chœur et orchestre de l'Accademia di Santa Cecilia, direction Antonio Pappano; commande conjointe de l'Accademia nazionale di Santa Cecilia et Radio France.
- Macchine in echo, pour deux pianos et orchestre; duo pianistique Grau-Schumacher, direction  Peter Rundel, création mondiale le 2 octobre 2015 à la Philharmonie de Cologne; commande de la WDR, du festival Musica de Strasbourg (qui proposera la première française au lendemain du concert conclusif de la 33e édition du festival) et du Konzerthaus de Vienne
- Insieme II, pour ensemble, première mondiale à Milan, le 22 février 2016, Teatro Elfo Puccini, ensemble Sentieri selvaggi, direction Carlo Boccadoro
- Arawak, pour alto solo, commande de Milano Musica, première mondiale à Milan, le 15 octobre 2016, église San Maurizio, soliste Geneviève Strosser

## Discographie
1. Viaggiatore insonne - Plot in fiction - Ohio University - Virginia Starr, soprano - Direction: Grzegorz Nowak - ACCESS RECORD (1985, vinyle)
2. La voce - (dans le CD Folk Songs) Ensemble Musica ‘900 - Gabriella Munari, soprano - Direction: Maurizio Dini Ciacci - RICORDI CRMCD 1009 (1989)
3. Alborada - Stefano Cardi, guitare - Edipan PAM CDC 3009 (1990)
4. Plot in fiction - Asko Ensemble - Marieke Schut, hautbois - Direction: David Porcelijin - ATTACCA BABEL 9057-4 (1991)
5. Respiro elettrico - Michele Lomuto, trombone - Franco Degrassi, électronique - TECNOPOLIS NOVUS HORTUS CRCD 392 (1992)
6. Secondo concerto - Xenakis Ensemble Amsterdam - Ernest Rombout, hautbois - Direction: Luca Francesconi - AUROPHON, AUR 32082 (1992)
7. Attesa - Quintette Arnold - RICORDI CRMCD 1010 (1993)
8. Charlie Chan - Maurizio Barbetti, alto - P.MUSICWORK (1994)
9. Les barricades mystérieuses - Passacaglia - Memoria - Trama - Rundfunk-Sinfonieorchester Berlin – Karl-Bernhard Sebon, flûte. Direction: Peter Hirsch Orchestre Symphonique de la Radio, Bucarest - Arno Bornekamp, sax Direction: Barrie Webb - RICORDI CRMCD 1023 (1995)
10. Tracce - Pierre-Yves Artaud, flûte - TREAVERSIERES (1995)
11. Terzo quartetto - Riti Neurali - Plot in fiction - Richiami II - Asko Ensemble - Irvine Arditti, violon – Direction: Guido Maria Guida, Jonathan Nott, David Porceljin - ARDITTI EDITION/AUVIDIS (1996)
12. Ballata del rovescio del mondo (Prix Italia 1994) - Voci - Respiro - Solistes : Luisa Castellani, Nicholas Isherwood, Paolo Bessegato, Irvine Arditti - Michele Lomuto - AGON - RICORDI /RICORDI OGGI 7432140 5902 (1997)
13. Encore/Da Capo - Mambo - Plot in Fiction - Attesa - Charlie Chan - Ictus Ensemble – Jean-Luc Plouvier, piano - Jean-Paul DeClerck, alto - Direction : Georges-Élie Octors - MEGADISC Bruxelles (1997)
14. Tracce - Rocco Parisi, clarinette basse, TAU KAY (1999)
15. Etymo (sélection) - Ensemble L'itinéraire - Donatienne Michel-Dansac, soprano - Direction: Pascal Rophé - IRCAM - les années 90 (2000)
16. Respondit - Nederlands Blazers Ensemble - Direction: Loudon Wainwright III - EW 0061 (2000)
17. Viaggiatore insonne - Plot in fiction - Firebird Ensemble - Direction: BarrieWebb - METIER MSV 92018 (2002) 134
18. Wanderer - Cobalt, Scarlet: Two Colours of Dawn - Finnish Radio Symphony Orchestre - Direction: Hannu Lintu, Rolf Gupta -AGORA/BMG RICORDI 1011 (2002)
19. Alborada - Ismo Eskelinen, guitare - ALBAABCD 213 (2003)
20. Piccola trama - Riti neurali - Islands - Da capo - Secondo concerto - Solistes: Geoffrey Madge, Ernest Rombout, Mifune Tsuji et Frances Marie Uitti - Xenakis Ensemble - Direction: Diego Masson - BVHAAST 0108 (2003)
21. Plot II - Olivier Sliepen, saxophone - United Instruments of Lucilin - Direction: Mark Foster - FUGA LIBERA FUG 501 (2003)
22. Let me bleed - Terre del rimorso - Swedish Radio Choir - Direction : Andreas Hanson - Radio-Sinfonieorchester Stuttgart - SWR Vokalensemble Stuttgart - Direction: Peter Eötvös - STRADIVARIUS STR 33683 (2004)
23. Cobalt Scarlet - Rest - Orchestra Sinfonica Nazionale della RAI – Anssi Karttunen, violoncelle. Direction: Roberto Abbado - STRADIVARIUS STR 33703 (2005)
24. Tracce - Rolf-Erik Nystrom, sax contralto - AURORA (2006)
25. Etude - Luigi Gaggero, cymbalum - STRADIVARIUS STR 33785 (2007)
26. Inquieta Limina - Schoenberg Ensemble - Direction: Reinbert de Leuw - ETCETERA KTC 9000 - CD 15 (2008)
27. Mambo - John Snijders, piano - Nat[now]ART 149 (2008)
28. Etymo - Da capo - A fuoco - Animus - Barbara Hannigan, soprano - Pablo Márquez, guitare - Benny Sluchin, trombone - IRCAM Ensemble Intercontemporain - Direction: Susanna Mälkki - KAIROS 0012712KAI (2009)
29. Islands - Insomnio Ensemble - Laura Sandee, piano - Direction : Ubrich Pohl - ENCORA DEUTSCHLANDFUNK (2010)
30. Unexpected End of Formula - Ensemble musikFabrik - Dirk Wietheger, violoncelle - Direction: Christian Eggen - WERGOWER 6857 2 (2010)
31. Rest - Orchestra Sinfonica Nazionale RAI - Enrico Dindo, violoncelle - Direction: Roberto Abbado - STRADIVARIUS STR 57012 (2010)
32. Ballata, opera in due atti - Orchestre Symphonique et Chœurs de La Monnaie Bruxelles - Direction: Kazushi Ono - STRADIVARIUS STR 57012 (2011) 2 CD 135
33. Herzstück - pour six voix solistes a cappella - NeueVokalSolisten - WERGO (2013)